# Vitruvius' Tien boeken over de bouwkunst

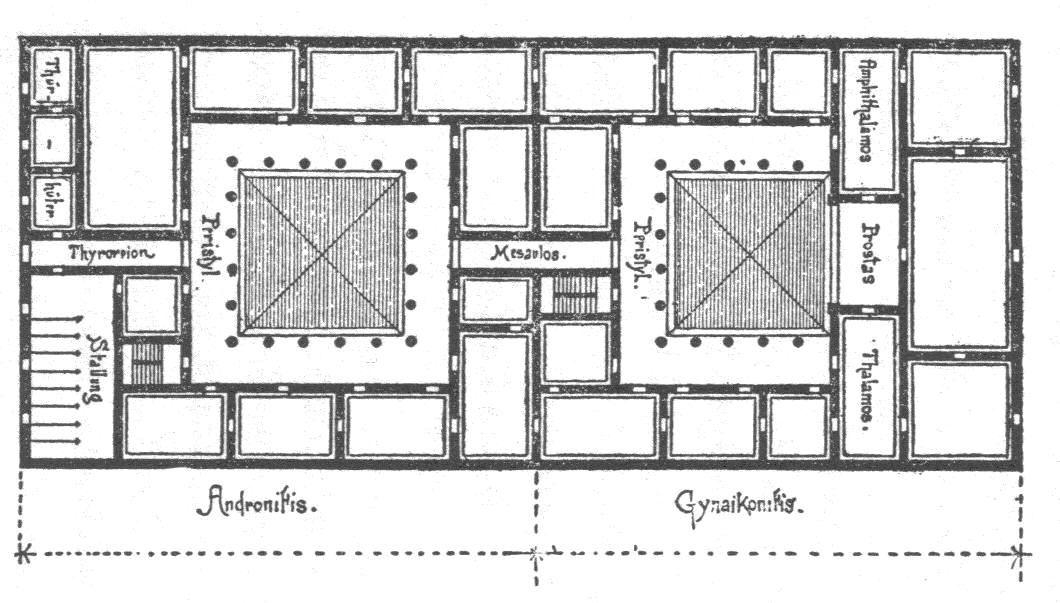
Grieks plattegrond van een huis door Vitruvius

 Vitruvius’ Tien boeken over de bouwkunst is een van de zeer zeldzame boekbesprekingen van Louis Couperus. Het werk verscheen in 2002 voor het eerst als boekuitgave.

## Geschiedenis
Couperus kreeg in juli 1918 van zijn uitgever Lambertus Jacobus Veen de vertaling van Vitruvius' Tien boeken over de bouwkunst cadeau, bekend als De architectura; het was in 1914 verschenen en werd gedistribueerd door Veen. Couperus schreef aan Veen: "Ik ben je zéér erkentelijk voor Vitruvius, dien ik zeer blij ben te bezitten: zulke boeken zijn mijn bronnen voor mijn antieke romans en verhalen".
Hij ging ertoe over om over dit boek te schrijven, zij het dat het zeker geen recensie genoemd kan worden. Het is een feuilleton over Vitruvius naar aanleiding van de verschijning van dit boek. Kritieken, daar hield hij niet van. Hij heeft er zo goed als geen geschreven. Maar juist in die tijd had hij ook geschreven over het door hem bewonderde Koningen van Israël Querido. En daar kwam een 'anti-kritiek' over van Herman Robbers; in een repliek schreef Couperus publiekelijk aan Robbers: "Schrijf een tijd geen kritieken meer: dat is een doodend vak". Het feuilleton verscheen onder de verzameltitel 'Antiquiteiten iii' in Het Vaderland.
In maart 1923 sloot Couperus een contract met Van Holkema en Warendorf om nog ongebundelde verhalen en feuilletons in twee bundels uit te geven. Hij deed het voorwerk voor de eerste bundel, maar overleed in juli van dat jaar. Zijn vrouw verzorgde vervolgens de drukproeven en de eerste bundel verscheen in november 1923, onder de titel Proza. Daarna bundelde Elisabeth Couperus-Baud nog ander werk in de in 1924 en 1925 verschenen tweede en derde bundel, waarmee Couperus zelf geen enkele bemoeienis heeft gehad. Het feuilleton over Vitruvius verscheen in het tweede deel.

### Uitgave
In 2002 vierde de Leidse marge-uitgeverij Kopwit van J.J.M. van Gent haar tienjarig bestaan. Ter gelegenheid daarvan liet margedrukker Jacques van Gent, oud-bibliothecaris van de Rijksuniversiteit Leiden dit feuilleton als afzonderlijke uitgave drukken. Het verscheen in een genummerde oplage van 125 exemplaren waarvan de eerste vijf, romeins genummerd I-V, niet in de handel kwamen. H.T.M. van Vliet voorzag het van een nawoord.
Kees Fens besteedde direct na verschijning een lovend stukje aan deze uitgave:
"Toen kwam de post. Er was een heel mooie zorgvuldige envelop bij. Ik maakte die open en er kwam een klein boekje uit, dat, ter bescherming, in heel fraai papier was gewikkeld. Toen ik het daarvan had ontdaan, lag daar het mooiste boekje dat ik in tijden had gezien: lang en smal en heel dun, gebonden in een zwarte harde kaft, met een oudroze linnen rug die iets over voor- en achterplat heenliep. [...]
De titelpagina was iets uitvoeriger dan het omslag: Vitruvius' Tien boeken over de bouwkunst. Ik vergat mijn vakantie en begon te lezen: 'Voor een Hollander, die belang stelt in de Latijnsche Oudheid, is dit boek wel een bizonder geschenk.' Het is natuurlijk het toppunt van raffinement, voor een geschenkboek een stuk te kiezen dat zo begint.
Couperus schreef twee recensies. Die over een Nederlandse vertaling van Vitruvius' De architectura is er een van. Tien smalle pagina's, vooral over de harmonie en het ritme van de grote kunsten. Ik las ze heel zorgvuldig, want ik had in uren niet gelezen. Couperus' proza verraadt zich vaak door een ingehouden heel lichte juichtoon. Die begeleidde mijn gelukkige lezing."

#### Handschrift
Nauw betrokken bij deze uitgave was een vriend van Van Gent, ds. J.A. Eekhof. Deze Couperusverzamelaar bleek eigenaar van het handschrift van dit feuilleton; dit kwam naar voren bij de verschijning van de verkoopcatalogus Sine Qua Non van deze verzameling. Door aankoop door het Rijk van de verzameling belandde dit handschrift in het Nederlands Letterkundig Museum. Het bleek het enige handschrift, afgezien van brieven, dat zich in de collectie-Eekhof bevond.
Het handschrift was niet bekend aan Marijke Stapert-Eggen, noch aan de redactie van de Volledige Werken Louis Couperus. Het wordt evenmin vermeld in het nawoord bij de uitgave van Kopwit. Het lijkt er op dat Eekhof dit handschrift, hoewel betrokken bij die uitgave uit 2002, niet openbaar heeft willen maken. Er blijken kleine verschillen te bestaan tussen het handschrift en de gepubliceerde tekst.